# NASA World Wind
NASA World Wind je odprtokodno kartografsko orodje – virtualni globus, ki ga razvija ameriška vesoljska agencija NASA. Dostopno je v obliki software development kita (SDK) za delo s plastmi kartografskih podatkov (slikami in modeli površja ter topografskimi zemljevidi), pridobljenimi s satelitskim in letalskim slikanjem, ki ga izvajata NASA in ameriška geodetska uprava (USGS). Poleg tega vključuje kartografske podatke za Luno, Mars, Venero in Jupiter, ki so jih zajele Nasine vesoljske odprave.
Ob prvi izdaji leta 2003 je bil World Wind v obliki aplikacije za osebne računalnike z operacijskim sistemom Microsoft Windows (podobno kot Google Earth), razvit v okolju .NET framework. Kasneje so predelali World Wind za več platform, na osnovi C# in Jave ter ga ponudili kot orodje za razvijalce, ki lahko s pomočjo njegovega vmesnika za namensko programiranje (API) vključujejo podatke v svoje programe, ni pa več samostojna aplikacija. 
World Wind je v celoti na voljo pod delno odprtokodno licenco NOSA; skupnost uporabnikov je ustvarila številne razširitve in možnosti uporabe. NASA spodbuja inovativne rešitve uporabnikov s tekmovanjem NASA World Wind Europa Challenge.